# 岡野正敬
岡野 正敬（おかの まさたか、1964年〈昭和39年〉6月15日 - ）は、日本の外交官。
1987年（昭和62年）外務省入省後、国際法局長、総合外交政策局長などを経て、2022年（令和4年）9月から内閣官房副長官補兼国家安全保障局次長。2023年（令和5年）8月から外務事務次官。2025年（令和7年）1月から国家安全保障局長（第4代）。

## 人物
東京大学法学部第二類卒業（昭和62年3月）。
京都府出身。

## 略歴
- 昭和62年4月　外務省入省
- 平成13年8月　在中華人民共和国日本国大使館 一等書記官
- 平成16年1月　在中華人民共和国日本国大使館 参事官
- 平成16年8月　在アメリカ合衆国日本国大使館 参事官
- 平成20年1月　国際法局国際法課長
- 平成22年7月　欧州局ロシア課長
- 平成24年7月　総合外交政策局総務課長
- 平成27年10月　在アメリカ合衆国日本国大使館 公使
- 平成30年7月　大臣官房審議官兼国際法局、北米局
- 令和元年7月　国際法局長
- 令和3年6月　総合外交政策局長
- 令和4年9月　内閣官房副長官補兼国家安全保障局次長
- 令和5年8月　外務事務次官
- 令和7年1月　国家安全保障局長（第4代）、内閣特別顧問[2]

## 同期
- 阿部康次（22年：駐マダガスカル大使（コモロ兼轄）、19年：フランス公使）
- 飯島俊郎（19年：宮内庁式部副長、18年：経済局審議官、16年：総合外交政策局参事官）
- 石塚英樹（23年：ジョージア大使）
- 伊澤修（25年:北大西洋条約機構（NATO）日本政府代表部大使 22年：セネガル大使）
- 植野篤志（22年：カンボジア大使、20年：国際協力局長）
- 小和田雅子（皇后雅子）（19年：立后、93年：皇太子妃冊立）
- 紀谷昌彦（22年：ASEAN大使、19年：シドニー総領事、17年：政策立案参事官、15年：南スーダン大使）
- 志野光子（24年：ドイツ大使、22年：国際連合日本政府代表部特命全権大使、21年：儀典長）
- 柴田裕憲（23年：エチオピア大使、20年国際協力機構理事）
- 高橋克彦（24年:政府代表・特命全権大使（国際経済・貿易担当ほか） 21年：マレーシア大使、19年：中東アフリカ局長）
- 塚田玉樹（23年：イラン大使、20年：米国特命全権公使、19年：地球規模課題審議官）
- 津川貴久（23年：農畜産業振興機構理事、20年：ベナン大使）
- 中川弘一（22年：在コルカタ総領事）
- 中川勉（23年：アフリカ連合代表部大使、21年：出入国在留管理庁審議官、18年：デトロイト総領事）
- 中田昌宏（22年：スイス公使）
- 中村和人（24年:キューバ大使 22年：ニカラグア大使）
- 中村耕一郎（24年：エストニア大使、21年：内閣情報調査室内閣衛星情報センター分析部長、18年：ウラジオストク総領事）
- 早川修（24年：ドミニカ共和国大使、22年：立命館アジア太平洋大学教授）
- 樋口義広（19年：マダガスカル大使）
- 松浦博司（24年：ケニア大使、20年：イギリス公使）
- 松田弥生（05年：弁護士）
- 丸山浩平（22年：在バンクーバー総領事、19年在釜山総領事）
- 本清耕造（24年：メキシコ大使、21年：在ジュネーブ国際機関日本政府代表部次席常駐代表、20年：軍縮不拡散・科学部長）
- 山内弘志（22年：アルゼンチン大使、21年：国際情報統括官）